# Paracuru
Paracuru là một đô thị thuộc bang Ceará, Brasil. Đô thị này có diện tích 303,253 km², dân số năm 2007 là 30595 người, mật độ 100,89 người/km².